# Ginga: Nagareboshi Gin
Ginga Nagareboshi Gin (яп. 銀牙流れ星銀 Гинга Нагарэ:боси Гин, Ginga Nagareboshi Gin, русс. «Серебряный клык: Падающая звезда Гин») — аниме и манга про собак. Автор манги — Ёсихиро Такахаси.

## Сюжет
Повествование начинается с того, как пёс Широ и его хозяин Такеда Гохей охотятся на демонического медведя Акакабуто, выслеживая его по следу. Когда им удаётся настичь его, Широ бросается в атаку, а Гохей выстреливает в монстра, попадая ему прямо в правый глаз, тем самым повредив его мозг. Тогда Акакабуто наносит удар Такеде, и охотник лишается левого уха. Дабы спасти своего хозяина, Широ цепляется в нос медведю и сталкивает его в пропасть, погибая. Но к несчастью, Акакабуто выжил и решил отомстить охотнику и всему роду Широ в целом. 
Через несколько лет Такеда и его новый охотничий пёс Рики выслеживают Акакабуто вместе с двумя другими охотничьими собаками. Тогда резко появляется Акакабуто и убивает двоих собак, а Рики и Такеда попадают в западню, где им приодится просидеть пару дней. В тот момент рождается Гин, сын Рики и Фудзи. Дайсукэ, хозяин Гина и его двоих братьев осознаёт, что его новый маленький друг окраса тора-ге (тигриные полосы), что значит, что он вырастет охотником на медведей как и Рики с Широ. 
Гин и Дайсукэ узнают, что Такеда и Рики пропали без вести, из-за чего решают найти их. Когда Акакабуто нашёл этих двоих, Дайсукэ вместе с Гином вовремя прибыли и отвлекли внимание на себя, тогда Такеда схватил мальчишку и затянул к себе в безопасное место. В это время Рики решил сцепиться с Акакабуто, чтобы спасти Гина и своего хозяина. Акакабуто ранил Рики в спину, но это не помешало ему спасти Гина, которого он швырнул в руки мальчику, перед тем как улететь в пропасть от когтистой лапы медведя. Рики упал в пропасть прямо как и его отец Широ. Такеда был в ярости, ведь он потерял ещё одного своего верного друга, тогда Такеда вылез из своего убежища и пошёл на Акакабуто с тесаком, но другие люди, нашедшие наконец их, спугнули медведя и тот убежал прочь.
С того момента Гин и Дайсукэ тренировали себя, чтобы отомстить демоническому медведю за всё содеянное. Однажды Гин ночью ушёл из дома хозяина в горы со своим спутником и другом Джоном, обнаружив шайку бродячих собак. Джон и Бен, командиры этой шайки, вступили в драку как резко их остановили визги - Мадара, в будущем союзник Акакабуто, убил одного из товарищей Бена. Другая часть этой шайки решила прогнать медведя. Тогда Бен сказал, что отведёт к своему вожаку лишь при условии, что Гин перепрыгнет через ущелье Котобуки, что он и сделал дальше всех. Тогда Бен отвёл его к лидеру неизвестной для Гина и Джона стаи.
Как позже оказалось, лидером этой стаи был никто иной как Рики, но увы, не помнивший Гина. Он собрал 70 собак со всей округи и разделил их на 12 отрядов где находились полевые командиры. Его целью было убить Акакабуто и отвоевать перевал Футаго. Дабы собрать воинов на предстоящую войну, Рики дал своей армии 3 месяца до полной луны, чтобы собрать бойцов со всей Японии. Тогда и начинается приключение Гина, в котором он как находит врагов, так и друзей.

## Персонажи
- Широ (яп. シロ) — акита-ину.

Широ — пёс породы акита. Отец Рики и муж Ямабуки. Он принадлежал охотнику Такэде, который тренировал его как одного из лучших охотничьих псов. Широ не знал о своих детях. Но однажды он спас своего сына Рики, вытащив его из реки. Он пообещал Рики, что возьмёт его под свою опеку и начнёт тренировать. На охоте против дикого Медведя Акакабуто он и Такэда Гохэй попадают в засаду. В результате этого боя Такэда получает огромный шрам на лице, а Акакабуто лишается глаза. Но рассвирепевший медведь не думал отступать, он бросился на Такэду, чтобы отомстить за свой глаз. Однако Широ помешал ему, вцепившись прямо в морду. В этот момент Рики бежит на помощь своему отцу и хозяину, но не успевает, ибо Широ сбрасывает Акакабуто в пропасть, падая за ним следом. Акакабуто выжил, но Широ, увы, нет.
- Рики (яп. リキ) — акита-ину.

Рики — пёс породы акита-ину. Рики был сыном легендарного охотника на медведей Широ. Изначально Такэда не выбрал Рики в качестве своего нового пса, из-за его маленького размера. Так Рики остался со своей матерью, пока она не вернулась к своему прежнему хозяину. После этого Рики остался совсем один.
Но он решил повидаться с мамой и отправился к ней домой. Однако по пути он встретил пса Хэйдзи и его свору, которая решила атаковать беззащитного щенка. Тогда ему пришлось прыгнуть в реку, чтобы спастись. Рики не умел плавать, но его спас его отец Широ, который даже не знал, что у него есть дети. Так,
Широ взял Рики под свою опеку и начал тренировать его, чтобы тот стал настоящим воином. 
Однажды Дайсукэ — внук Такэды, был подвержен атаке своры Хэйдзи. Но Рики, услышав его крики, пришёл к нему на помощь. Храбро сражаясь со сворой своего давнего противника, он приобрёл несколько шрамов. К счастью, к нему на помощь подоспели Такэда и Широ и тогда Рики узнал, что Широ — его отец. Несколько дней спустя Гохей решил отправиться на охоту на Акакабуто, который убивал людей и животных. Рики услышал вой своего отца и поспешил на помощь, понимая, что им угрожает серьёзная опасность. Но он опоздал, как только Рики пришёл, его отец уже медленно сталкивал Акакабуто в пропасть. На последнем мгновении они упали. Так, Такэда Гохей решил взять Рики вместо своего покойного пса Широ. Его
свели с собакой Фудзи и у них появились щенки, о которых он даже не знал. Следующая охота на Акакабуто происходила в том же месте, где погиб отец Рики. Но
им готовили засаду.
Снежная буря окутала скалу и разглядеть что-либо было невозможно. Поэтому Такэда и Рики забрались в ущелье, чтобы передохнуть. Их не было около трёх дней, когда люди начали беспокоиться. Дайсукэ решил взять Гина (Клыка) — сына Рики, и отправиться с ним на помощь к Такэде. Приехав в
местность на вездеходе, Дайсукэ подвергся атаке медведя, поджидавшего его. Он выронил Клыка, а сам Такэда затащил его внутрь ущелья. Но Клык был снаружи, и Акакабуто хотел убить его, но Рики, поняв, что это его сын, вмиг среагировал, и поспешил спасти своего наследника. Схватив его за загривок, он откинул
Клыка обратно в ущелье, а сам упал в пропасть прямо на глазах у Клыка. Все думали, что он погиб, разделив участь своего отца, но это было не так. Клык, будучи новым псом Такэде, отправился с небольшой армией в горы, чтобы посмотреть на их лидера. Именно тогда он увидел своего отца, стоявшего на главной скале. Но Рики не помнил своего сына из-за сильного удара головой. 
Клык и остальные покинули горы Оу, оставив Рики одного защищать свои владения от медведей. В финальной битве Рики сражался против Акакабуто, но позже выяснилось, что это его сын. Использовав на нём секретную тактику, именуемую Зэцу Терно Баттуга, или "Волчий удар", Рики не рассчитал скорость и врезался прямо в дерево. Тогда его память вернулась и он вспомнил, что случилось. Вспомнив все, в том числе и своего сына, Рики поспешил на помощь своим солдатам. Смит — один из воинов — привёл в горы Оу Такэду Гохея и остальных людей, чтобы те помогли им одолеть Акакабуто. Гохей поспешил на помощь Рики и Клыку. Когда отец и сын использовали свою секретную атаку, медведь свалился мертвым. Так показалось собакам, но он вскочил и устремился на Такэду, чтобы отомстить ему за всё. Рики останавливает его, но сам погибает от его острых когтей. Гин, увидев смерть
своего отца, вспоминает про секретную тактику и обезглавливает Акакабуто. Предсмертные слова Рики были обращены к его сыну. Он сказал, что теперь Клык — лидер гор Оу, а его время пришло.
- Фудзи (яп. 富士) — акита-ину.

Фудзи — самка породы акита. Фудзи была матерю Клыка и двух его братьев, также она была женой Рики. Её использовали для охоты, но позже решили сделать из неё домашнюю собаку. Фудзи очень бережно относилась к своим детям и нервничала, когда с ними что-либо случалось. Когда Гохей пропал, она пошла с отцом Дайсукэ, чтобы помочь отыскать его. Также она проводила Гина, когда тот собирался уйти с армией Оу. Вероятно, она умерла от старости или от болезни.
- Гин (яп. 銀) — акита-ину.

Гин — пёс породы акиту — тора — ге. Гин был сыном Рики и внуком Широ. В юном возрасте он был взят Такэдой Гохеем для тренировок, чтобы воспитать из него настоящего охотника, как его отец и дедушка. Когда Гохей и Рики отправились на охоту на Акакабуто, Дайсукэ и Гин последовал за ними. Но огромный медведь напал на Дайсукэ, в результате чего Клык остался снаружи ущелья, в котором прятались Гохей и Рики. Акакабуто решил убить Клыка, но Рики спас его ценой собственной жизни. После этого случая Такэда взял его на перевоспитание. Затем и Дайсукэ начал тренировать Клыка, чтобы подготовить его к битве с Акакабуто. Тогда Гохей решил взять их на охоту, где они подстрелили птицу. Но та упала прямо в реку.
Гохей приказал Клыку достать её и принести ему. Щенок прыгнул в воду, но его опередил другой пес, немецкая овчарка Джон, принадлежавшая одному известному охотнику. Он разозлил Клыка и тот стал тренироваться всё больше, чтобы в случае чего вступить с ним в схватку. Дайсукэ заметил это и решил, что им надо отправиться в лес, дабы убить Акакабуто. Там они сталкиваются с медведицей — партнёршей Акакабуто и его тремя детьми. Клык, в надежде защитить своего хозяина, напал не медведицу, в результате чего получил удар по голове и там образовалось три шрама. К счастью, на помощь подоспел Джон. Он убил трёх медвежат, чем вызвал агрессию со стороны Гина. Но они не стали драться, ибо сразу же пришёл хозяин Джона. Когда Дайсукэ и Гин возвращались домой, щенок унюхал странный запах. Не обращая внимания на крики своего хозяина, Гин поспешил на этот запах. И сразу же натолкнулся на свору бездомных собак. Его поразили эти собаки, но больше его поразил их лидер. Гин пожелал идти с ними, но самка своры сказала ему, чтобы он шёл домой. Когда пришёл Дайсукэ, Гину пришлось идти домой вместе с ним. Но он не мог выкинуть свору и их лидера из своей головы, поэтому он решил снова отправиться к тем собакам. 
По пути он встретил Джона и они вместе договорились найти тех собак. Когда они пришли к базовому лагеря Бена — полевого командира своры, Джон сразу же решил, что способен править этой стаей не хуже. И бросил вызов их главному. Но бой не состоялся, по причине того, что Мадара — медведица на стороне Акакабуто — атаковала стаю. Показав своё умение помогать другим, Гин был принят в стаю и его отвели к их самому главному лидеру. Клык сразу же узнал в нём своего отца, он заявил об этом на всю стаю. Но лидер сказал, что никогда прежде не видел его. Другой полевой командир доберман Снайпер напал на Гина из-за его дерзости, но лидер приказал им остановиться. Тогда все псы внимательно выслушали его планы на бой с Акакабуто. Он решил подчинить себе всех собак, чтобы те воевали на его стороне. Клык понял, что речь идёт именно об Акакабуто, и это навело его на мысль, что это действительно его отец. 
После этого Клык вернулся домой, чтобы попрощаться со всеми своим друзьями и матерью. Затем он вернулся в армию Бена и они отправились за воинами. Первыми они подчинили себе Кай — братьев. Вторым Мосса — монстра с Мглистых гор, третьим — Акамэ из Ига — клана. Потом они отправились на Сикоку. Там они подчинили бойцового пса Мусаси, Разбойника Билла и самого сильного пса в мире — Бенизакуру. Когда они возвращались в горы Оу, к ним примкнула армия из Хоккайдо под предводительством Хакуро. Тем временем вторая часть подчинила себе Бемю, Генриха четвёртого и четвёрку Муцу. Так, огромная армия была готова к битве. Клык проявил много храбрости и благодаря ему Акакабуто был повержен. Медведь убил его отца, чем пробудил инстинкт охотника и Гин использовал секретную тактику Зэцу Терноу Баттуга, обезглавив медведя. Последние слова Рики провозгласили его сына лидером гор Оу.
- Джон (яп. ジョン) — немецкая овчарка.

Джон — немецкая овчарка. Джон был псом охотника Хидэтоши. С самого начала, когда он встретил Гина, они не подружились. Джон был жестоким псом, стремящимся показать своё превосходство над другими, но встретив Клыка, его статус значительно упал. Позже Дайсукэ и Клык решили отправиться в лес, чтобы убить Акакабуто. Джон последовал за ними вместе со своим хозяином и убил двух медвежат. Когда Клык решил отправиться за сворой псов, Джон последовал за ним, чтобы подстраховать. Встретившись с полевым командиром Беном, Джон решил вызвать его на поединок. Но бой не состоялся. Медведица Мадара атаковала их и им пришлось бежать. Но Джон, из-за своего гордого характера, решил вступить в поединок с Мадарой в одиночку, чем произвел фурор среди воинов. Однако Мадара оказалась хитрее и ударила Джона лапой, он мог бы погибнуть, если бы Клык не перепрыгнул пропасть и не спас его. С того момента они стали двумя лучшими друзьями, а Бен согласился провести их к своему лидеру.
Когда Джон узнал истинные мотивы этих псов и их главного, он посчитал их за сумасшедших и решил вернуться домой. Однако Клык не последовал за ним, показывая своё желание остаться со своими новыми друзьями. Так, Джон отправился домой один, но пообещал Клыку, что приглядит за его матерью и Дайсукэ. После того как группа солдат покинула земли Оу в поисках новых воинов, Джон решил сразиться с Рики, но проиграл бой и поклялся предводителю гор Оу в вечной верности. Рики отправил его на помощь Клыку на земли Кога. По дороге Джон встретил Гиену, который и провёл его к землям Кога, где он быстро расправился с двумя шпионами. Но вступив в битву с Куродзаки, он потерпел поражение. Также Джон сопровождал Бена и Клыка до самого Сикоку, где они решили разделиться, чтобы собрать ещё больше воинов. Джон принёс огромную пользу армии, подчинив себе пса по имени Генрих четвёртый.
- Бен (яп. ベン) — немецкий дог.

Бен — немецкий дог. Бен был полевым командиром небольшой группы собак. Он обладает невероятной силой и способен быстро восстанавливаться. Также он был примером для подражания молодого Клыка. Когда Гин впервые натолкнулся на армию диких собак, он заметил Бена первым. Тогда Бен вступил в перебранку с Джоном и пообещал, что в случае его победы над ним он отведёт их к лидеру. Но бой не состоялся из-за медведицы Мадары, которая следила за ними. Бен и его свора быстро перепрыгнули через огромную пропасть, оставив Клыка и Джона позади. Но молодой щенок не собирался сдаваться, использовав силу ветра, он перелетел следом за собаками, чем восхитил Бена и тот решил, что отведёт его к лидеру. Затем они с Клыком вышли на поиски новых воинов для битвы с Акакабуто. Первой их целью были Кай — братья, которых Бена некогда спас. Напомнив им эту историю, они решили примкнуть к армии гор Оу. Затем они встретили Мосс, который, будучи введённым в заблуждение, обрушил на них огромные камни и зацепил Бена. Но полевой командир не мог просто так умереть, он очнулся и поднял огромный камень, весом больше, чем он. 
Подчинив себе Мосса, армия гор Оу отправилась в Ига, где они думали разыскать Акаме. Попав в междоусобную борьбу между Кога-кланом и Ига-кланом, их заманили в ловушку, в результате которой Бен ослеп. Тогда дог решил передать бразды правления Клыку, пока Бен не вернётся от своего хозяина, который должен был вылечить его зрение. Через некоторое время Кросс родила Бену щенков. У него было два сына и одна дочь. Услышав об этой новости, Рики решил сохранить жизнь Бену и оставить его с семьей. Но Бена это не устраивало, поэтому он решил, вопреки приказу, пойти на бой с Акакабуто. По дороге он снова теряет зрение и подвергается атаке Снайпера. Зная о мотивах добермана, Бен решает пожертвовать своей жизнью, чтобы спасти лидера и Клыка. Схватив своего противника за шею, он решил сбросить его в пропасть, но на помощь приходит Гиена и спасает Бена, погибая сама. Таким образом, Бен смог вернуться на тропу войны. Он снова встречается с Клыком, когда они сражаются с Моссай. В финальной битве он, игнорируя все приказы своего лидера, первым атаковал Акакабуто.
- Кросс (яп. クロス) — салюки.

Кросс — самка породы салюки. До того как Кросс вступила в армию гор Оу, она счастливо жила со своим хозяином и своими щенками. Но потом из неё сделали охотничью собаку и заставили искать дичь. Однажды она и несколько псов её хозяина охотились в лесу, но внезапно на них напал Акакабуто. Медведь убил всех её друзей и сильно ранил саму Кросс. Она рассчитывала на помощь хозяина, но тот, испугавшись медведя, сбежал. Тогда она потеряла всякое доверие к людям и избегала встречи с ними. Так, она покинула дом, чтобы примкнуть к стае Рики из-за неудовлетворённого чувства мести. Встретив Клыка, она быстро подружилась с ним и помогала ему в случае неприятностей. Когда армия гор Оу прибыла на Сикоку, Кросс кинулась в море, чтобы помочь Клыку, но попала в плен к хозяину самого сильного пса в мире. Уговорив его не причинять вред Клыку, она тем самым помогла делу. В финальной битве она осталась со своими щенками в лесу, чтобы не мешать лидеру.
- Смит (яп. スミス) — помесь французского спаниеля.

Смит — французский спаниель. Смит был полевым командиром третьей группы по атаке Акакабуто. Он быстро подружился с Клыком и они вместе стали лучшими друзьями. На протяжении всего путешествия они встретили Кай — братьев, Мосса, где Смит и Гин пытались уйти от Снайпера и Гиены, которые напали на сына Мосса — Ягуара. Затем они прибыли на земли Ига, где Смита схватил один из служивых Акаме и утащил его через секретный проход прямо в логово Ига клана. Затем они вернулись в горы Оу и начали атаку на медведей Акакабуто. Смит получил серьёзное ранение и его отвели к Кросс, чтобы он отлежался. Но Смит не мог спокойно смотреть, как его друзья умирает и поэтому он решил привести в горы Такэду Гохея, чтобы тот разобрался с Акакабуто.
- Гиена (яп. ハイエナ) — веймаранер.

Гиена — пёс породы Веймаранер. После того как Клык вернулся с остальными псами, чтобы увидеть Рики и завербовать больше псов, Гиена предупредил Снайпера, что если Гин действительно сын Рики, то лидер может оставить его наследником. Снайпер поверил этому и приказал Гиене следить за Клыком и сворой Бена. Когда Клык, Кросс и Бена завербовали Кай — братьев, Гиена встретился со Снайпер, который убил пса по имени Ллойд. Так, они встретили Смита и Клыка, случайно оказавшихся не в то время, не в том месте, и погнались за ними, удачно сбросив в обрыв.  
После того как Снайпер узнал, что Бен все-таки выжил после падения, вызванного Моссом, он приказал своему подчинённому добыть больше информации. Гиена послушался его и начал преследовать армию на расстоянии, позже он повстречался с псами из Кога — клана, которые угостили его мясом. Но свора Бена услышала странные звуки и таким образом нашла Гиену, который жевал собачье мясо. Бен решил покончить с предателем, но его остановил клан Кога, чтобы предупредить. Они отпустили Гиену, а сами поспешили за псами. 
Позже Гиена снова начал преследовать их, пока не наткнулся на Джона и тогда ему пришлось провести того к Гину. Тогда его простили и снова приняли в стаю. За это время Гиена отдалился от Снайпера и стал относиться к Бену более дружелюбно. Он также вместе с Моссом был подвержен атаке со стороны Генералов Муцу, но выжил вместе с остальными. Так, Гиена вернулся с армией в Оу, до начала битвы. В финальной битве Гиена был единственной собакой, которая отказалась биться и дезертировала обратно. Но по возвращении он наткнулся на Снайпера и Бена, сражавшихся друг с другом. Именно в этот момент Бен схватил добермана и вместе с ним прыгнул в ущелье. Гиена, проклиная себя за свою слабость, решил помочь Бену и прыгнул прямо за ним. В манге он жертвует собой ради спасения Бена. В аниме он просто пропадает, а Бен выбирается наружу.
- Снайпер (яп. スナイパー ) — доберман.

Снайпер был генералом и ангелом-хранителем Рики. Когда он впервые увидел Гина, они не подружились, и он договорился с Гиеной о том, что убьёт его. Снайпер делал всё, чтобы помешать Бену собрать больше воинов. Он убил одного пса по имени Ллоид, который служил в армии Мосса, тем самым разжёг междоусобную борьбу. Но это увидели Смит и Клык и поспешили обратно, чтобы доложить Бену. Однако Снайпер и Гиена погнались за ними и сбросили прямо в ущелье. После того как Снайпер узнал, что Бен выжил после камнепада, устроенного Моссом, он приказал Гиене вернуться обратно для сбора информации. Гиена сделал это, но не доложил Снайперу. Тогда доберман подвергся атаке со стороны Клыка и был повержен, но не собирался сдаваться. Он вернулся перед битвой с Акакабуто и решил отомстить за себя, напав на Бена. Но Бен схватил его за загривок и потащил прямо к ущелью, прыгнув вместе с ним вниз. В манге Гиена прыгает за ними и спасает Бена, в результате чего сам погибает из-за того, что Снайпер распорол ему желудок. В аниме Гиена прыгает за ними, но пропадает, как и Снайпер.
- Акатора, Чутора и Куротора (яп. 赤虎, 中虎, 黒虎) — братья кай-кен.

Когда Акатора был совсем маленьким, он и его братья были брошены его хозяином в горах. Пока они сидели в коробке, к ним подкрадывалась змея, думавшая о них как о легкой добыче. Однако в венах щенят текла кровь кай, и поэтому они расправились со змеёй и съели её. С этого момента они стали командой, плечом к плечу охотились и выживали, побеждая всех врагов. Но однажды, пока он и его братья отдыхали в коробке, на них напала дикая выдра. Акатора и Чутора успели выпрыгнуть из коробки и могли только беспомощно наблюдать за тем, как его брат Куротора становился добычей выдры. Но в этот момент появился Бен и победил выдру.
Когда Акатора встретил Бена спустя 4 года после того, как он их спас, он не воспринял Бена как своего спасителя и атаковал его (ему тогда было всего месяц от роду). Спустя некоторое время битвы он вспомнил, кто тогда спас его и братьев от неминуемой гибели. Осознав это, он и его братья присоединяются к подразделению Бена. Акатора верен подразделению Бена, всегда проявлял своё мужество в битве, однако его постигла трагическая судьба. Во время решающей битвы он кидается на Аккакабуто, который хочет растерзать Гина и раненного Бена. Со словами, что обязан Бену жизнью, он кидается на Аккакабуто, после тяжёлой схватки ослепляет его, но сам погибает (в манге Аккакабуто раздирает половину желудка Акаторы).
- Ллойд (яп. ロイズ).

Ллойд — пёс из армии Мосса. У него была очень маленькая роль в аниме. В манге, после предательства Гиены, Касуми Даке о солдатах Оу. Также он и сын Мосса Ягуар пошли сообщить Бену о трудной ситуации, возникшей между армией Мосса и армии Оу. После того, как Бен дал им свой ответ, они поспешили назад к Моссу, но по дороге им встретился Гиена и Снайпер. Пока Гиена сражался с Ягуаром, Снайпер взмыл в воздух и повредил череп Ллойда. Его тело позже было найдено одним из солдат Мглистых Гор, подумавшим, что это дело рук солдат Оу. Это и стало началом междоусобной битвы.
- Ягуар (яп. ジャガー) — мастиф.

Ягуар — пёс породы мастиф. Ягуар — сын Мосса и единственный наследник Мглистых гор. Когда армия Бена зашла на территорию его отца, он и один из его подчинённых Ллойд пошли смотреть количество собак в армии Оу. Но они подверглись атаке со стороны Гиены и Снайпера. Ллойд был убит, а Ягуар сильно ранен, но на помощь пришли Гин и Смит, позволив Ягуару уйти. Тогда сын Мосса нашёл армию Оу и сообщил им о случившемся. Армия поспешила сообщить Моссу правду, оставив раненного Ягуара отдыхать. Но как только наследник Мглистых гор набирался сил, он спешит к отцу, дабы сообщить ему, что Бен не виновен, но было слишком поздно. Борьба уже началась. Как только всё улеглось и Мосс присоединился к группе Бена, они вместе встретили Гиену. 
Долгое время Ягуар мелькал на заднем плане, но как только произошла эта встреча, было ясно, что он хочет отомстить за Ллойда, однако Бен не позволил этого сделать. Затем Мосс и его стая, включая Ягуара, были захвачены в плен Генералами Муцу. Ягуар пытался уговорить солдат Мосса ослушаться приказа своего лидера и взобраться на холм, чтобы принять бой. К счастью, Мосс предотвратил переворот до его начала, сказав, что если кто-нибудь посмеет ослушаться его приказа, он лично будет изгнан из стаи.
- Мосс (яп. モス) — мастиф.

Мосс — пёс породы мастифф. Мосс был лидером Мглистых гор. Снайпер убил одного из его солдат, Ллойда, и попытался убить Ягуара, сына Мосса, и свалить это все на армию Оу и на Бена. Мосс легко поверил в это и объявил войну Бену, обрушив на них камнепад. Чтобы спасти Кросс, Бен попал под камень и погиб. Но когда он узнал правду, то присоединился к армии, чтобы помочь им одолеть Акакабуто. Позже он стал главным героем в аниме и манги. Он приютил Тесшина (Чиби)на землях Кога. Затем он и его армия отправились в Муцу, чтобы одолеть Генералов. Но он попал в ловушку и был сброшен Генералами Муцу в Яму смерти. Однако смог выбраться оттуда, когда подоспели остальные.
- Акаме (яп. 赤目) — кисю-ину.

Акаме — пёс породы Кисю — ину. Акаме был лидером древнего клана Ига. Ига-клан и противоположный клан Кога вели междоусобную войну за территорию и за секретные свитки Ига клана. Спустя некоторые время Акаме познакомился с немецким догом Беном в лесу. Тогда хозяин Бена, приняв Акаме за белку, подстрелил его. Поняв свою ошибку, он решил взять пса для дресШировки. Но Акаме не думал оставаться. Он уговорил Бена, чтобы тот его выпустил, мотивируя это тем, что ему нужно заботиться о своих щенках. Затем, когда Акаме впервые увидел армию Бена, он принял их за сообщников Кога клана и приказал убить. Разбросав ядовитые шипы, он отравил большую часть войск. Выслушав объяснения Бена, Акаме признал свою ошибку и приказал своим подчинённым отправляться на территории клана Кога за лекарствами. Там они сразились с псами ниндзя, где лидер Кога клана нанёс Акаме смертельный удар, однако вовремя появившийся Гин спас ему жизнь. После того как Клык победил Куродзаки, Акаме решил сжечь свой дом и секретные свитки. Но Куродзаки не мог этого позволить и прыгнул вместе со своими подчинёнными в огонь. После этого случая Акаме присоединился к группе Бена и помогал им в дальнейшем.
- Кириказе (яп. 霧風) — кисю-ину.

Кириказе — пёс породы Кисю — ину. Кириказе был одним из подчинённых Акаме и воином клана Ига. После победы на Куродзаки Акаме, Джиннаи и Кириказе решили присоединиться к группе Бена. К сожалению, Кириказе не дожил до финальной битвы с Акакабуто. Он был убит Мадарой, когда пытался спасти Джиннаи. Он также подсказал Гину способ убийства Мадары.
- Хаято (яп. 早土) — кисю-ину.

Хаято — пёс породы Кисю. Когда Гин пытался договориться с Кога-кланом (в действительности кланом Ига), о том, что его армия не представляет особой угрозы для них. Однако они подвергаются нападению настоящего клана Кога. Чтобы силы были равны, Гин также помогал им. Во время боя один из братьев Хаято вспомнил о долге пса — ниндзя, и, чтобы обеспечить безопасность своего дома, тащит своего противника в затопленный туннель, погибая вместе с ним. Хаято был напуган и в страхе смятения и отчаяния пытался скрыться. Но его брат Кириказе остановил его и напомнил о его долге, как псе — нидзя, сообщив также, чтобы он двигался на 150 метров к солнцу. Гин понял этот код и поторопился остановить беднягу, но безрезультатно. Когда он по следу пришёл к месту, то увидел огромную яму с шипами внутри, на которую были насажены Хаято и его противник.
- Джиннаи (яп. 陣内) — кисю-ину.

Джиннаи — пёс породы Кисю. Джиннаи был одним из подчинённых Акаме. Он и его и друг Кириказе были единственными, кто выжили после битвы с Куродзаки из Кога — клана. Сам Джиннаи погиб, когда пытался одолеть Мадару. Он запрыгнул на дерево, чтобы скинуть медведя вниз, но медведь был готов к такому прыжку, и поэтому Джиннаи угодил прямо в пасть Мадары. Он умер мгновенно.
- Куродзаки (яп. 黒邪鬼) — смешанная порода.

Куродзаки — пёс придуманной автором породы. Куродзаки был отцом Тесшина и лидером легендарного клана Кога. Его миссия заключалась в цели похитить древние секреты Ига клана. Однажды Куродзаки был пойман и взят на воспитание хозяином Уилсона, чтобы быть использованным в цирке. Однако Куродзаки как дикий пес не полюбил жизнь в цирке и, чтобы добиться своего освобождения, он убил партнёршу Уилсона Лиан, а затем и его и щенка Лондо, которых потом съел. Куродзаки использовал в качестве оружия косу, благодаря которой мог убивать псов из Ига-клана, таскать их тела и есть. Куродзаки впервые появляется, когда Бен и его свора проведывали псов из клана Ига. Позже он появился с остальными тремя псами, когда происходило нападение. После того как двое псов — ниндзя из Иги — убили себя, а в живых остались лишь Кириказе и Джиннаи, он подвергается атаке со стороны Гина. Ещё позже Акаме приходит на территорию Куродзаки, но лидер Кога-клана осведомлен благодаря Майи и поэтому совершает нападение на своего давнего врага. Его псы окружили Акаме, Гина, Кириказе и Джиннаи, давая повод для новой драки. Он атаковал их при помощи своей косы, однако Гин оказался проворнее и схватив его за ногу, швырнул прямо на землю. Оказалось, что коса попала ему прямо в правый глаз. Когда это случилось, он поклялся отомстить и решил совершить нападение на свору Бена. По пути им встречаются Гиена и Джон. Джон убил приспешников Куродзаки, но был атакован им самим. Однако на помощь подоспела армия Оу и небольшая часть Ига-клана. Они имели численное превосходство. Но для Куродзаки это не имело значения, он все равно приказал атаковать их. Так и началась финальная битва между двумя кланами. Но поняв свою ошибку, Куродзаки решил сбежать, однако был перехвачен Гином и Акаме. Тогда Акаме разрешил Гину закончить войну самому. Лидер Кога клана был рад возможности покончить с щенком, лишившим его глаза. Но Гин оказался не так прост, он снова победил и повалил Куродзаки на землю. Группа Бена окружила его, но ему снова удалось избежать смерти. По пути его остановил пес породы колли, стоящий на скале. Он сказал, что его имя Уилсон. Пес, у которого Куродзаки отнял и сына, и любимую. И, чтобы отомстить, он поднял вверх сын Куродзаки, грозясь поступить с ним так же, как и он. Поражённый и разозлённый, Куродзаки поспешил столкнуть Уилсона вниз, однако щенок всё равно упал вместе с ним. В этот момент появилась Кросс и прыгнула вслед за всеми. Куродзаки, наблюдая за этим, резко развернулся и пообещал всем, что они пожалеют об этом. Его гневу не было предела, он завалил даже старика Мосса и остальных. Очередь дошла до Гина, но тот использовал особенную атаку, которая причинила весомый урок Куродзаки. В этот момент появляется Кросс, держа в зубах щенка, и Уилсон. Сын побежал к отцу, зализывая его рану. Тогда Гин сказал ему, что он может идти с миром, ибо нужен своему сыну, но в итоги Куродзаки вновь скрылся, оставляя своего сына с армией Оу, возможно, думая, что там ему будет лучше. Армия Оу заметила пожар в отдаленной глуши леса и поспешила туда. Куродзаки также был там и ужаснулся, когда заметил, что дом Ига клана вместе с их секретами был подожжён. Не слушая речей Акаме, он сразу же кинулся в огонь. Он погиб как настоящий ниндзя, завершивший свою миссию.
- Чиби (яп. ちび) — смешанная порода.

Чиби — щенок несуществующей смешанной породы и сын Куродзаки. Уилсон собирался скинуть его в реку, чтобы отомстить Куродзаки. Однако Кросс вовремя спасла его и вернула отцу. После смерти своего отца группа Бена решила приютить его и взяла к себе, дав имя. Мосс также решил присматривать за ним.
- Уилсон (яп. ウィルソン) — колли.

Уилсон — пёс породы колли. Ранее Уилсон жил в цирке вместе со своей подругой и сыном Лондо. Однажды его хозяин привёл в свой цирк странного пса по имени Куродзаки, в надежде приручить. Но Куродзаки был очень вольнолюбивым псом и поэтому решил сбежать. Он убил сына Уилсона и его подругу, а затем съел их. Уилсон нашел лишь её скелет и поклялся отомстить. Он поймал сына Куродзаки Тешшина и грозился сбросить его в обрыв. Куродзаки был разозлён и прыгнул на него, скинув его в обрыв тоже. Но Кросс удалось спасти щенка и они втроем вернулись к месту событий. После смерти Куродзаки Уилсон решил присоединиться к группе Бена и помочь им в атаке Акакабуто. Он также провел Клыка на Сикоку, где познакомил его с Бенизакурой.
- Грейт (яп. グレイト) — немецкий дог.

Грейт — немецкий дог. Рики приказал ему сопровождать Бена и помогать ему. У него была очень маленькая роль. Когда армия Оу прибыла к Мглистым Горам, он нашёл раненного Ягуара и заботился о нём, пока они не пришли к Моссу, чтобы остановить бой. Грейт совершил иной, более запоминающийся поступок, он лёг на рельсы, чтобы доказать Бему, что является достойным. Как только подошёл поезд и Грейт был на волосок от смерти, Бему спас его.
- Мусаши (яп. 武蔵) — тоса-ину.

Бойцовая тоса Мусаси был троекратным чемпионом Японии. Клык узнал о нём от Уилсона и решил подчинить себе, однако когда он послал Акатору, Куротору и Чутору на переговоры, Мусаси принял их не очень радушно, а затем их атаковала группа Разбойника Билла. Однако Мусаси спас Акатору и принёс его обратно. Когда Гин решил пойти к Биллу, дабы освободить друзей, Мусаси пообещал ему собрать дополнительную армию бойцовых собак. С ними Билл не стал бы на них нападать. Так и случилось. А после инцидента Мусаси решил присоединиться к группе Бена, ибо подумал, что он слишком стар для собачьих боев.
- Куробэ (яп. クロベエ) — лабрадор-ретривер.

Куробе — пёс породы лабрадор. Куробе был подчинённым в группе Терри. Когда его группа была атакована генералами Муцу, его отправили сообщить об этом Бену. В конце он умер от истощения.
- Билл (яп. ビル) — доберман.

Билл — пёс породы доберман. Билл был известен под именем Разбойник Билл или Горный король. Он был лидером огромной группы собак, расположившейся в горах на Сикоку. Он относится к дракам весьма нейтрально, хотя и прославился своим изощрённым умом. Был обманут Снайпером, когда тот сказал, что Куротора и Чутора из вражеской армии, что хочет прийти сюда и свергнуть его. Когда Снайпер почти сломал шею Куроторе, появляется Билл и не даёт ему это сделать, говоря, что это бесчестный способ решения конфликтов. Его также убедил не вмешиваться Мусаси, подоспевший вовремя со своей армией бойцовых собак. Наблюдая за боем Гина и Снайпера, Билл поразился, насколько этот щенок силён. После победы Клыка он сразу же решил присоединиться к армии Оу, чтобы помочь им одолеть Акакабуто.
- Тсунаараши (яп. 綱嵐) — тоса-ину.

Тсуна Араши — бойцовый пёс породы тоса. Тсуна Араши был чемпионом Японии в собачьих боях. Он выигрывал шесть раз подряд, пока в восьмилетнем возрасте не встретился с Бенизакурой. Бой был жарким. Никто из псов не думал сдаваться. До конца боя победитель так и не определился. А Тсуна Араши был стар для продолжения своей карьеры. Несколько лет спустя он ослеп. Его хозяин стал использовать его в качестве тренировочной груши для молодняка. Тогда Тсуна Араши вновь встретил Бенизакуру, который не смог стерпеть такого обращения с бывшим чемпионом, перепрыгнул вольер и убил молодых псов.
- Бенизакура (яп. 紅桜) —  помесь тоса-ину.

Бенизакура — помесь тосы — ину. Бенизакура был признан самым сильным псом на земле. Он был подающим надежды воином, пока не встретился с шестикратным чемпионом Тсуна Араши. Бой был жарким. В нём он потерял оба уха. Однако оставалось неясным, кто же победил. Бенизакура и его владелец не могли успокоиться, пока не получат реванша, но Тсуна Араши был стар. Однажды Бенизакура решил сам найти Тсуна Араши и отправился на поиски. Но то, что он увидел, поразило его. Молодые и неопытные псы таскали за лапы ослепшего Тсуна Араши. Тогда Бенизакура понял, что его ожидает, и решил сменить хозяина, предварительно убив тех, кто посмел посягнуть на жизнь бойцового пса. Впервые Гин увидел его, когда он сражался с огромным быком и победил его. Тогда Клык решил привлечь его внимание и прыгнул в вольер, стащив с Бенизакуры ошейник. Бенизакура не смог стерпеть такого оскорбления и нанёс Гину несколько ударов. Однако Гин не ответил, сказав лишь, что Бенизакура ему должен. В этот момент хозяин Бенизакуры обнаружил на берегу Сикоку Кросс и решил отнести её к себе домой. Там Кросс очнулась и узнала о том, что Гину предстоит битва с самым сильным псом в мире. Она пыталась остановить их, но Гин не нуждался в её помощи. Он сумел атаковать Бенизакуру в воздухе и повалить на землю. Однако бойцовый пес оказался проворнее и прижал его к земле, но не убил, ибо посчитал достойным. Присоединившись к армии Оу, он помогал им во всех ситуациях, пока не настал решающий бой с Акакабуто. Тогда многие псы отдали все свои силы на бой с одним из генералов Акакабуто Мосай. Бен и Гин смогли обвязать его верёвкой и вытащить наружу, однако он сумел отбиться и грозился убить Мосса. В этот момент появляется Бенизакура и принимает удар на себя. Медвежьи когти впиваются в череп тосы, но тот, не чувствуя усталости, продолжил бой и решил утопить Мосу, схватив один конец верёвки и утащив его в воду. Гин пытался спасти его, но лапу Бенизакуры опутала верёвка и ему пришлось остаться внизу, чтобы также не дать и Мосе выбраться. В конце он погиб, утонув, чтобы помочь своим друзьям.
- Кисараги, Узуки, Миназуки и Хазуки  (яп. 如月、卯月、水無月、葉月) — генералы Муцу сибирские хаски.

Их называли "Генералы Муцу". Кисараги был лидером Муцу вместе с Узуки, Хазуки и Миназуки. Их цель заключалась в порабощении всех собак, дабы стать самой сильной армией в мире. Они пробовали самые разные способы, чтобы заставить ту или иную группу присягнуть к ним. Также произошло и с группой Мосса, которую они затащили в ловушку. Они хотели проверить, смогут ли погодные условия поколебать их верность своему лидеру. Бен попытался спасти Мосса, однако был жестоко скинут к остальным одним из псов, некогда бывшим генералом Рики Терри. Однако он не был перебежчиком, а просто сделал вид, что работает на Кисараги. Когда он попытался спасти Бена, то подвергся атаке со стороны Кисараги, который сразу заподозрил измену. В битве Кисараги лишает Терри единственного глаза. Затем он перепрыгивает ослепшего пса, чтобы избавиться от него раз и навсегда. Когда происходит битва между армией Кисараги и Бена, на горизонте появляются медведи из группы Акакабуто и выбрасывают тело Терри вниз. Это поражает всех присутствующих, в том числе и Генералов Муцу, которые поняли, что их истинным врагом является Акакабуто. После этого инцидента они присоединяются в армии Оу.
- Терри (яп. テリー) — мастиф.

Терри — пёс породы мастиф. Терри был лидером пятой группы по атаки Акакабуто. Когда его армия была захвачена Муцу, он решил присягнуть к Кисараги. Позже Кисараги выяснил, что Терри до сих пор верен Оу, он сразился с ним вместе Узуки. В борьбе Терри потерял свой второй глаз и, полностью ослепший, попал в лапы последователям Акакабуто, которые его и убили.
- Бему (яп. ベむ) — боксёр.

Бему — пёс породы боксер. Бему был лидером армии Сатсума состоящая из 300 собак, но присягнул к армии Оу после встречи с Грейтом. Он приказал ему оставаться на рельсах и дожидаться поезда, тем самым проявив свою отважность. Грейт выполнил его просьбу и лёг на рельсы, дожидаясь поезд, который почти подошёл. Бему не смог спокойно смотреть на смерть своего нового друга и сразу же прыгнул, дабы спасти его. Джон вышел на него благодаря рассказу одного старого пса, который полностью ослеп после встречи с Бему. Дело в том, что когда-то давно на него пролили кислоту и она разъела большую часть его морды. С тех пор любой, кто смотрел на его поражённую часть, погибал. Так случилось и со старцем, который посмел посмотреть на изуродованную голову Бему, а тот, в отместку, лишил его глаз.
- Оливер (яп. オリバー) — такса.

Оливер — такса. Когда-то давно Оливер помог Кросс отделаться от назойливых псов, преследующих её. Когда Гин, Бенизакура и Кросс спешили к группе Мосса, к ним на помощь пришёл Оливер. Он также помогал Кросс с рождением щенят.
- Хакуро (яп. 白狼) — сибирский хаски.

Хакуро — сибирский хаски. Когда Гин и Бен путешествовали вокруг Японии, им не хватило времени, чтобы пойти на Хоккайдо, где обитал давний друг лидера Рики Хакуро. Поэтому он решил прийти сам. Когда Хакуро впервые увидел армию Оу, он принял их за обычных солдат. Хакуро рассказал Бену, что из-за того, что никто не пришёл на Хоккайдо, они сами решили прийти. Бен продемонстрировал своё уважение к Хакуро, поклонившись ему. Затем Хакуро присоединился к армии Оу и помог им одолеть Акакабуто.
- Такэда Гохей (яп. 五兵衛 竹田)

Пять лет назад Демонический медведь Акакабуто лишил Такэду Гохей левого уха и убил его псов. Выстрел, который лишил Акакабуто глаза, окончательно разрушил его нервную систему и свёл с ума. Гохей поклялся отомстить и в связи с этим он и его пёс Рики, сын Широ, отправляются в перевал Футаго, чтобы сразиться с медведем вновь. Однако они оказываются в ловушке, в которую их загнал Акакабуто. Рики был серьёзно ранен и не смог противостоять напору медведя, а Такэда Гохей не чувствовал ноги, поэтому они отлёживались в расщелине, что не позволяла медведю достать их. Такэда винили себя в том, что они попали в ловушку, и попросили прощение у Рики. Затем он взял топор и отрубил себе раненную ногу, посчитав её обузой. Он попытался скормить её Рики, чтобы тот восстановил свои силы и отправился в деревню позвать на помощь. Однако Рики стошнило. В этот момент Акакабуто обнаружил их и попытался засунуть лапу в расщелину. Гохей приказал Рики оставаться на месте, но тот не послушал и ринулся в бой. Акакабуто почти убил Рики, но в этот момент появляется Дайсукэ с Клыком. Медведь решает заострить своё внимание на них и поддевает лапой вездеход, в результате чего Дайсукэ оказывается в расщелине, а Гин остаётся снаружи. Рики понимает, что это его сын, поэтому он бросается щенку на помощь и, схватив его за шкирку, бросает Дайсукэ прямо в руки. В следующий момент Акакабуто и Рики падают в пропасть. Прибывает спасательная команда и помогает Гохею с Дайсукэ выбраться. Такэда Гохей говорит, что смерть Рики была не напрасной. Он забирает Клыка у Дайсукэ и тренирует его, как всех предыдущих псов. Постепенно Клык становится, как его отец. Однажды во время тренировок Гохей падает в оборок. Он очнулся лишь в больнице и тогда понимает, что слишком стар, дабы охотиться. Он оставляет подготовки Клыка. Гохей вновь появляется в последней момент боя с Акакабуто. Смит показал ему дорогу. Такэда Гохей прицеливается и наносит урок Акакабуто, в результате которого медведь падает на землю. Но праздновать победу было ещё рано, ибо Акакабуто вмиг вскакивает и направляется прямо к Такэде, чтобы нанести ему смертельный удар, однако Рики прыгает перед ним и напарывается прямо на острые когти Акакабуто. Гину удается покончить с ними, использовав знаменитый Волчий Удар, которому его научил отец. В конце Гохей решает оставить Рики в горах Оу, как истинного воина. Уходя, он проливает последние, скупые слёзы.
- Дайсукэ (яп. 大輔)

Дайсукэ был владельцем Фудзи и Гина. Он тренировал Клыка для своего дедушки Такэды Гохей. Дайсукэ также хотел стать охотником, как его дед, поэтому он купил себе лук и отправился вместе с Гином на охоту. Там они встретили огромную медведицу и победили её.
- Хидэтоши (яп. 秀俊)

Хидетоши был хозяином Джона и сыном безымянного майора, который был убит Акакабуто. Он приехал в деревню, чтобы отомстить за отца. Он сразу же стал конкурентом Гохей, который также хотел покончить с медведем. Наряду с тем Хидетоши был доктором и лечил Гохей. Позже он позволил Дайсукэ пострелять из лука, чем дал второму толчок в охотничье подмастерье.
- Акакабуто (яп.  赤カブト) — медведь.

Охота на Акакабуто не прекращалась. Такэда Гохей до сих пор охотился на него, чтобы отомстить за смерти своих собак. Он получил нового помощника Рики, сына Широ, которого тренировал для убийства медведей. Акакабуто загнал Гохей и Рики в ловушку. Время шло, но Акакабуто не покидал Первеал Футаго и продолжал убивать людей. В этом время Гохей тренировал Гина, сына Рика, чтобы тот отомстил за смерть своего отца и деда. Когда Гин перешёл в группу собак, собиравших союзников для войны с медведями, Акакабуто начал делать аналогичные действия. Он также соорудил огромную крепость, называемую Гаджоу. 
В финальной битве Акакабуто думал, что сможет ошарашить собак, напугав их своими воинами, но они быстро расправились с ними и поспешили к лидеру. Когда Акакабуто остался один, он продолжал отбиваться, но его свалили с его крепости и продолжали добивать на земле. Появился Гохей и выстрелил, чем свалил его наповал. Нон сразу же вскочил на ноги и устремился на Такэду. Рики прыгнул прямо перед ним, но сразу же напоролся на острые когти Акакабуто. Гин в отчаянии бросается на помощь Рики, использовав знаменитый Волчий Удар, которому его научил отец, он отсекает Акакабуто голову.
- Мадара (яп. マダラ) — гималайский медведь.

Мадара пришёл в горы Оу, чтобы свергнуть Акакабуто, но проиграл. Чтобы не быть убитым, он поклялся в верности Акакабуто и присягнул к его армии. В финальной битве он уничтожил Джиннаи и Кириказе, пытавшихся убить его. Это разозлило Клыка и приказал Моссу оторвать огромную ветку, которая, впоследствии, оказалась у Мадары в пасти.
- Моса (яп. モサ) — бурый медведь.

Моса был один из последователь Акакабуто. Моса погиб, когда Бен и Гин обмотали его тело верёвкой, и Бенизакура, схватив конец верёвки, потащил его прямо в воду. Бенизакура обвязал верёвку вокруг дерева, тем самым не дав медведю всплыть.
- Медведь с гарпунами (яп. 赤毛の魔性) — медведь.

Когда собаки пересекали море, Уилсон рассказал армии, почему этот корабль очутился здесь. Когда-то давно на него взобрался огромный медведь и начал поедать людей. Гарпуны в его спине, результат ожесточённой битвы. Каким-то образом он проник в горы Оу и убил одного из подчинённых Акакабуто. Он также привёл всю армию прямо к Гаджоу, в надежде войти в доверие к Акакабуто, но тот лишил его головы одним ударом.